# IntraCOR
intraCOR - metoda laserowej korekcji prezbiopii (starczowzroczność) w której za pomocą lasera femtosekundowego dokonuje się niewielkiego centralnego uwypuklenia rogówki.
Metoda intraCOR polega na wykonaniu kilku kolistych nacięć w wewnętrznej warstwie rogówki (stromie). Powstają one pod wpływem energii impulsów lasera, które powodują precyzyjne odparowanie tkanki na ściśle określonych głębokościach. Pod wpływem tych nacięć oraz działania ciśnienia wewnątrzgałkowego rogówka w centrum nieznacznie się uwypukla. Skutkuje to zwiększeniem jej mocy optycznej i ostrym widzeniem do bliży.
Zabieg intraCOR wykonywany jest w warunkach ambulatoryjnych w miejscowym znieczuleniu. Procedura z użyciem lasera nie przekracza 30 sekund. Dzięki zastosowaniu lasera femtosekundowego zabiegi wykonuje się bez użycia ostrzy tnących oraz bez naruszenia integralności zewnętrznych tkanek rogówki. Zabieg wykonywany jest całkowicie wewnątrzrogówkowo. Nabłonek i obie membrany rogówki (zewnętrzna i wewnętrzna) pozostają nienaruszone.
Zabiegi intraCOR wykonywane są w Unii Europejskiej od kwietnia 2009 r. W Polsce pierwsze zabiegi wykonano we wrześniu 2010 r.